# Torrada

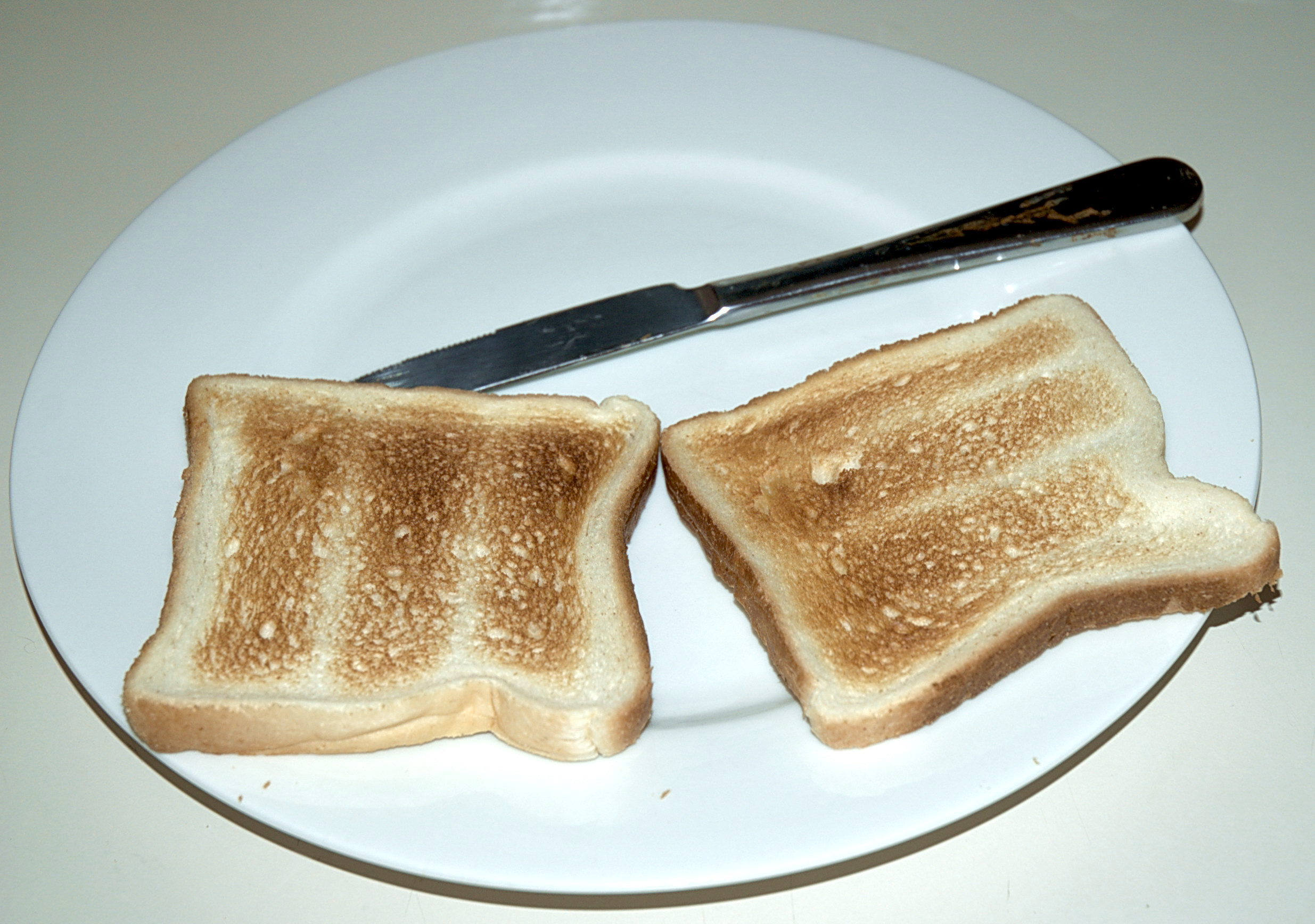
Duas fatias de torrada

Torrada (português brasileiro) ou tosta/torrada(português europeu) é o pão levado ao forno ou torradeira para leve endurecimento provocado pelo calor e, consequentemente, pela perda de água. O endurecimento da massa torna possível uma melhor aplicação de coberturas ou recheios, além de tornar pães já "envelhecidos" mais palatáveis. Além de tudo é uma refeição extremamente comum pelas manhãs, por ser simples e saborosa.

## Consumo
Ao preparar uma torrada é crucial que se preste atenção para evitar que o pão queime.
Torradas são geralmente acompanhadas de manteiga ou margarina distribuída na sua superfície. Outras opções incluem geleias, açúcar com manteiga e canela, marmelada ou ainda montando sanduíches.
Além de ser parte de um pequeno-almoço em muitos países, a torrada é consumida também como parte de dietas para pessoas com problemas gastrointestinais como diarreia.
O pão pode ser cortado em cubos antes de ser torrado, dando origem aos croutons utilizados em sopas, saladas e outros pratos.

## Métodos de preparo

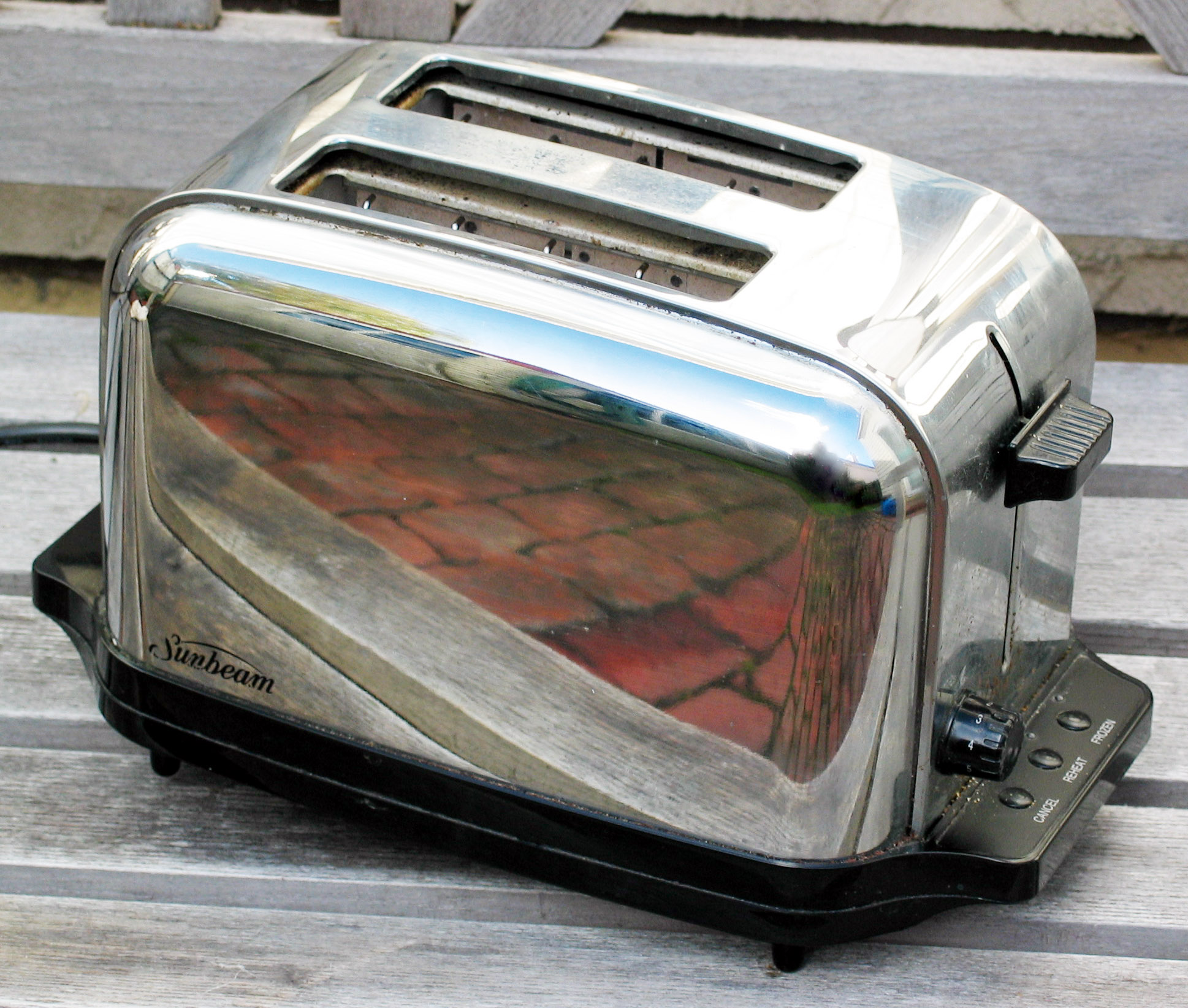
Torradeira típica com duas entradas

O método tradicional de preparo da torrada é por meio do uso de uma torradeira. A utilização da torradeira consiste basicamente na inserção de uma fatia de pão em uma das entradas superiores do aparelho e baixar a alavanca de acionamento (modelos mais elaborados oferecem outras opções de controle e podem ser manejados de forma diferente). Ao final do processo de aquecimento, a alavanca sobe juntamente com o pão pronto. Caso o pão não esteja de acordo com o gosto do usuário, basta baixar a alavanca novamente, repetindo o processo.
Originalmente, o processo para se tostar o pão não era tão simples assim; as primeiras torradeiras aqueciam um lado do pão por vez, obrigando o usuário a virar o pão.
O pão também pode ser tostado em uma grelha, em um forno ou em outros aparelhos que aqueçam alimentos.